# Cisperson
En cisperson är motsatsen till en transperson, och således en person som är i samklang med sin kulturs könsnormer. Det är med andra ord en person vars biologiska kön överensstämmer med dess juridiska, sociala och självidentifierade kön. 
Det biologiska, juridiska, sociala och kulturella könet, könsuttrycket och könsidentiteten hos cispersoner pekar (och uppfattas av andra peka) entydigt åt ett håll. Man kan fortfarande vara en cisperson även om man har provat olika könsroller eller tycks likna det motsatta könet, eftersom normen för vad som är ett accepterat agerande och/eller utseende inom en kvinnlig eller manlig könsroll kan ge utrymme för visst experimenterande utan att personen tydligt uppfattas avvika från denna norm.
Ett exempel på en cisperson kan vara en person som känner sig som och definierar sig som kvinna, ses av andra personer som kvinna, är uppfostrad som kvinna, är född med xx-kromosomer och vulva, är registrerad som kvinna i myndigheternas register och beter sig enligt en könsroll som av personen i fråga knyts an till att vara kvinna.

## Etymologi
Begreppet cisperson innehåller, förutom ”person”, det latinska prefixet cis- som betyder ”på samma sida”. Cis- är en antonym till det latinska trans- som betyder ”över från” eller ”på andra sidan om”. Liknade begrepp har funnits sedan 1990-talet då sexologen Volkmar Sigusch använde ordet "cissexuell" (zissexuell på tyska) för att beskriva personer som inte är transsexuella. 2015 tillades ordet "Cisgender" i Oxford English Dictionary.

## Cis inom aktivism och genusvetenskap
Termen cis används också exempelvis inom aktivism och genusvetenskap för att belysa hur olika samhällsfunktioner så som skola, vård och rättsväsende utgår från en cisnormativitet, någonting som enligt teorin definierar personer som inte ryms inom tvåkönsnormen som avvikande. Enligt olika genusvetenskapliga teorier är begreppet cisprivilegier centralt, det vill säga analyser av den privilegierade position som följer med att vara cisperson. Även inom delar av genusvetenskapen är cis ett viktigt begrepp. Bland annat används begreppet för att kunna visa på hur föreställningar om en kvinnlig gemenskap som utgörs av heterosexuella ciskvinnor många gånger står i centrum för feministiskt kunskapande. Någonting som får konsekvenser både för vilken forskning som görs, vilken kunskap som anses viktig och vilka subjekt som förstås som centrala.